# Thomas Helveg
Thomas Lund Helveg (ur. 24 czerwca 1971 w Odense) – duński piłkarz grający na pozycji obrońcy lub defensywnego pomocnika.
Przygodę z futbolem zaczynał w klubie z rodzinnego miasta – Odense BK i już po kilku latach gry przeniósł się na Półwysep Apeniński. Po 23-letniego wtedy gracza ręce wyciągnęło Udinese Calcio i w sezonach 1993/1994–1997/1998 był zawodnikiem klubu z północy Włoch, skąd przeniósł się do słynnego Milanu, a następnie do Interu.
Właśnie okres gry w klubach mediolańskich wspomina najlepiej. Razem z nimi świętował zdobycie tytułu mistrza Włoch (w Milanie), dwa Superpuchary Włoch i Puchary Włoch (w Interze) i występował w elitarnej Lidze Mistrzów, jako gracz szerokiego składu.
Przed rozpoczęciem sezonu 2004/2005 Helveg przeniósł się do Anglii, do Norwich City występującego wówczas w Premiership, ale nie można powiedzieć, że odegrał w nim dużą rolę. Zaliczył 16 występów, nie strzelił żadnej bramki i wraz z kolegami z drużyny przyczynił się do spadku do 1. ligi.
Po roku bezowocnej „gry” 200 tysięcy euro za skandynawskiego gracza zapłaciła Borussia Mönchengladbach, gdzie występował do 2007 roku. W tym czasie wystąpił w zaledwie 13 spotkaniach tej drużyny.
W styczniu 2007 powrócił do Danii, przechodząc do swojego pierwszego klubu, Odense BK. Właśnie tam, w wieku 39 lat doświadczony defensor zakończył karierę.
W reprezentacji Danii debiutował w 1994 roku i od tego czasu zaliczył w jej barwach 108 występów (4. miejsce pod tym względem w historii duńskiego futbolu), strzelił 2 gole. Był w kadrze na Mundial w 1998 i 2002 roku, EURO 1996, 2000 oraz 2004.